# Universiade d'hiver de 1995
Navigation
Édition précédente Édition suivante
L'Universiade d'hiver 1995 est la 17e édition des Universiades d'hiver. Elle se déroule à Jaca en Espagne, du 18 février au 26 février 1995.

## Tableau des médailles
| Rang | Nation       | Or | Argent | Bronze | Total |
| ---- | ------------ | -- | ------ | ------ | ----- |
| 1    | Corée du Sud | 6  | 4      | 4      | 14    |
| 2    | Russie       | 6  | 3      | 3      | 12    |
| 3    | États-Unis   | 4  | 2      | 6      | 12    |
| 4    | Chine        | 3  | 4      | 3      | 10    |
| 5    | Japon        | 2  | 3      | 5      | 10    |
| 6    | Italie       | 2  | 3      | 2      | 7     |
| 7    | Suède        | 2  | 1      | 2      | 5     |
| 8    | Kazakhstan   | 2  | 0      | 1      | 3     |
| 9    | Suisse       | 2  | 0      | 1      | 3     |
| 10   | Espagne      | 2  | 0      | 0      | 2     |
| 11   | France       | 1  | 4      | 2      | 6     |
| 12   | Pologne      | 1  | 3      | 0      | 4     |
| 13   | Belarus      | 1  | 2      | 0      | 3     |
| 14   | Canada       | 1  | 0      | 2      | 3     |
| 15   | Slovénie     | 0  | 3      | 1      | 4     |
| 16   | Tchéquie     | 0  | 2      | 0      | 2     |
| 17   | Finlande     | 0  | 1      | 0      | 1     |
| 18   | Ukraine      | 0  | 0      | 3      | 3     |